# Liga ACB 2019-2020
La Liga ACB 2019-2020, chiamata per ragioni di sponsorizzazione Liga Endesa, è la 37ª edizione del massimo campionato spagnolo di pallacanestro maschile.
Il 10 marzo 2020, il Ministro della Salute spagnolo decreta che tutte le partite verranno giocate a porte chiuse a causa della Pandemia di COVID-19. L'11 marzo 2020, la ACB rinvia le partite della 24ª e della 25ª giornata, così come tutte le altre gare previste nello stesso periodo. Il 16 marzo, i club della ACB votano all'unanimità per la sospensione del campionato fino al 24 aprile. Il 2 aprile 2020, la ACB sospende a tempo indefinito il campionato, lavorando però allo stesso tempo su futuri scenari per poter ripartire e concludere il campionato.
Il 20 aprile 2020, le squadre della ACB decidono all'unanimità di terminare prematuramente la regular season e concludere la stagione con i play-off ai quali prendono parte le prime 12 classificate della regular season, divise in due gironi; le prime due squadre di ogni girone, si qualificano per le Final Four, le quali verranno giocate in gare singole e che determineranno la vincitrice del campionato. Viene inoltre deciso di sospendere le retrocessioni in LEB Oro.
Il 27 maggio, la ACB sceglie Valencia come città che ospiterà tutte le partite della fase finale di campionato, a partire dalle ultime due settimane di giugno.

## Squadre

### Promozioni e retrocessioni
La stagione 2019-2020 della Liga ACB è composta da 16 squadre della stagione precedente, oltre alla vincitrice della LEB Oro e alla vincitrice dei play-off della LEB Oro.
Squadre promosse dalla LEB Oro
- Coosur Real Betis[7]
- RETAbet Bilbao Basket[8]

### Squadre partecipanti
| Squadra                   | Città                      | Palazzetto (Capacità)                               | Stagione | Stagione precedente                           |
| ------------------------- | -------------------------- | --------------------------------------------------- | -------- | --------------------------------------------- |
| Kirolbet Baskonia         | Vitoria                    | Fernando Buesa Arena (15.504)                       | dettagli | 3º posto in Liga ACB                          |
| RETAbet Bilbao Basket     | Bilbao                     | Bilbao Arena (10.014)                               | dettagli | 2º posto in LEB Oro, promosso dopo i play-off |
| Club Joventut de Badalona | Badalona                   | Olímpico de Badalona (12.500)                       | dettagli | 7º posto in Liga ACB                          |
| Barcelona                 | Barcellona                 | Palau Blaugrana (7.585)                             | dettagli | 2º posto in Liga ACB                          |
| Herbalife Gran Canaria    | Las Palmas                 | Gran Canaria Arena (11.500)                         | dettagli | 12º posto in Liga ACB                         |
| Iberostar Tenerife        | San Cristóbal de La Laguna | Pabellón Insular Santiago Martín (5.500)            | dettagli | 9º posto in Liga ACB                          |
| Monbus Obradoiro          | Santiago di Compostela     | Multiusos Fontes do Sar (6.050)                     | dettagli | 15º posto in Liga ACB                         |
| Montakit Fuenlabrada      | Fuenlabrada                | Pabellón Fernando Martín (5.700)                    | dettagli | 13º posto in Liga ACB                         |
| MoraBanc Andorra          | Andorra                    | Poliesportiu d'Andorra (5.000)                      | dettagli | 10º posto in Liga ACB                         |
| Movistar Estudiantes      | Madrid                     | Palacio de los Deportes (13.673)                    | dettagli | 16º posto in Liga ACB                         |
| Coosur Real Betis         | Siviglia                   | Palacio Municipal de los Deportes San Pablo (7.626) | dettagli | 1º posto in LEB Oro                           |
| Real Madrid               | Madrid                     | Palacio de los Deportes (13.673)                    | dettagli | 1º posto in Liga ACB, Campione                |
| Baxi Manresa              | Manresa                    | Pavelló Nou Congost (5.000)                         | dettagli | 8º posto in Liga ACB                          |
| San Pablo Burgos          | Burgos                     | Coliseum Burgos (9.454)                             | dettagli | 11º posto in Liga ACB                         |
| Casademont Zaragoza       | Saragozza                  | Pabellón Príncipe Felipe (10.744)                   | dettagli | 6º posto in Liga ACB                          |
| UCAM Murcia               | Murcia                     | Palacio de Deportes (7.454)                         | dettagli | 14º posto in Liga ACB                         |
| Unicaja Málaga            | Malaga                     | José María Martín Carpena (11.300)                  | dettagli | 5º posto in Liga ACB                          |
| Valencia Basket           | Valencia                   | La Fonteta (9.000)                                  | dettagli | 4º posto in Liga ACB                          |

### Squadre per regione
| Numero di squadre | Regione             | Squadra/e                                             |
| ----------------- | ------------------- | ----------------------------------------------------- |
| 3                 | Madrid              | Montakit Fuenlabrada Movistar Estudiantes Real Madrid |
| 3                 | Catalogna           | Barcelona Lassa Baxi Manresa Divina Seguros Joventut  |
| 2                 | Paesi Baschi        | Kirolbet Baskonia RETAbet Bilbao Basket               |
| 2                 | Canarie             | Iberostar Tenerife Herbalife Gran Canaria             |
| 2                 | Andalusia           | Unicaja Málaga Coosur Real Betis                      |
| 1                 | Aragona             | Tecnyconta Zaragoza                                   |
| 1                 | Castiglia e León    | San Pablo Burgos                                      |
| 1                 | Galizia             | Monbus Obradoiro                                      |
| 1                 | Murcia              | UCAM Murcia                                           |
| 1                 | Comunità Valenciana | Valencia Basket                                       |
| 1                 | Andorra             | MoraBanc Andorra                                      |

### Personale e sponsorizzazioni
aggiornato il 21/04/20
| Squadra                | Allenatore       | Capitano          | Sponsor tecnico | Sponsor di squadra             |
| ---------------------- | ---------------- | ----------------- | --------------- | ------------------------------ |
| Barça                  | Svetislav Pešić  | Ante Tomić        | Nike            | Assistència Sanitària          |
| Baxi Manresa           | Pedro Martínez   | Pere Tomàs        | Pentex          | Baxi                           |
| Casademont Zaragoza    | Porfirio Fisac   | Carlos Alocén     | Mercury         | Casademont                     |
| Club Joventut Badalona | Carles Durán     | Albert Ventura    | Spalding        |                                |
| Coosur Real Betis      | Curro Segura     | Pablo Almazán     | Kappa           | Coosur                         |
| Herbalife Gran Canaria | Fōtīs Katsikarīs | Oriol Paulí       | Spalding        | Herbalife                      |
| Iberostar Tenerife     | Txus Vidorreta   | Marcelo Huertas   | Austral         | Iberostar                      |
| Kirolbet Baskonia      | Duško Ivanović   | Tornike Shengelia | Kelme           | Kirolbet                       |
| Monbus Obradoiro       | Moncho Fernández | Pepe Pozas        | Geff            | Estrella Galicia 0,0           |
| Montakit Fuenlabrada   | Paco García      | Christian Eyenga  | Pentex          | Montakit                       |
| MoraBanc Andorra       | Ibon Navarro     | Guillem Colom     | Spalding        | MoraBanc, Andorra              |
| Movistar Estudiantes   | Javier Zamora    | Edgar Vicedo      | Wibo            | Movistar                       |
| Real Madrid            | Pablo Laso       | Felipe Reyes      | Adidas          | Palladium Hotel Group          |
| RETAbet Bilbao Basket  | Álex Mumbrú      | Rafael Martínez   | Hummel          | RETAbet                        |
| San Pablo Burgos       | Joan Peñarroya   | Javi Vega         | Hummel          | Inmobiliaria San Pablo, Burgos |
| UCAM Murcia            | Sito Alonso      | Sadiel Rojas      | Nike            | UCAM, Costa Cálida             |
| Unicaja                | Luis Casimiro    | Carlos Suárez     | Joma            | Unicaja, Malaga                |
| Valencia Basket        | Jaume Ponsarnau  | Bojan Dubljević   | Luanvi          | Cultura del Esfuerzo           |

### Cambi di allenatore
| Squadra                | Allenatore uscente   | Motivo           | Data             | Posto in classifica | Nuovo allenatore  | Data             |
| ---------------------- | -------------------- | ---------------- | ---------------- | ------------------- | ----------------- | ---------------- |
| Movistar Estudiantes   | Josep Maria Berrocal | Licenziamento    | 4 giugno 2019    | Pre-season          | Aleksandar Džikić | 3 luglio 2019    |
| San Pablo Burgos       | Diego Epifanio       | Fino a contratto | 20 giugno 2019   | Pre-season          | Joan Peñarroya    | 22 giugno 2019   |
| Baxi Manresa           | Joan Peñarroya       | Dimissioni       | 21 giugno 2019   | Pre-season          | Pedro Martínez    | 24 giugno 2019   |
| Herbalife Gran Canaria | Pedro Martínez       | Dimissioni       | 22 giugno 2019   | Pre-season          | Fōtīs Katsikarīs  | 26 giugno 2019   |
| Kirolbet Baskonia      | Velimir Perasović    | Licenziamento    | 20 dicembre 2019 | 6* (7–6)            | Duško Ivanović    | 24 dicembre 2019 |
| Movistar Estudiantes   | Aleksandar Džikić    | Licenziamento    | 21 Gennaio 2020  | 18* (4–14)          | Javier Zamora     | 21 gennaio 2020  |
| Montakit Fuenlabrada   | Jota Cuspinera       | Licenziamento    | 27 gennaio 2020  | 18* (4–15)          | Paco García       | 28 gennaio 2020  |

## Stagione regolare

### Classifica
| Pos | Squadra                | G  | V  | P  | PF   | PS   | DP   | Qualificazione o retrocessione |
| --- | ---------------------- | -- | -- | -- | ---- | ---- | ---- | ------------------------------ |
| 1   | Barça                  | 23 | 19 | 4  | 2041 | 1847 | +194 | Qualificate ai Play-off        |
| 2   | Real Madrid            | 23 | 18 | 5  | 1988 | 1758 | +230 | Qualificate ai Play-off        |
| 3   | Casademont Zaragoza    | 23 | 16 | 7  | 1911 | 1810 | +101 | Qualificate ai Play-off        |
| 4   | Iberostar Tenerife     | 22 | 14 | 8  | 1802 | 1736 | +66  | Qualificate ai Play-off        |
| 5   | RETAbet Bilbao Basket  | 23 | 14 | 9  | 1906 | 1908 | −2   | Qualificate ai Play-off        |
| 6   | MoraBanc Andorra       | 23 | 13 | 10 | 1865 | 1814 | +51  | Qualificate ai Play-off        |
| 7   | Valencia Basket        | 23 | 12 | 11 | 1950 | 1794 | +156 | Qualificate ai Play-off        |
| 8   | Kirolbet Baskonia      | 23 | 12 | 11 | 1926 | 1886 | +40  | Qualificate ai Play-off        |
| 9   | Unicaja                | 23 | 12 | 11 | 1823 | 1798 | +25  | Qualificate ai Play-off        |
| 10  | San Pablo Burgos       | 23 | 12 | 11 | 1840 | 1874 | −34  | Qualificate ai Play-off        |
| 11  | Herbalife Gran Canaria | 22 | 11 | 11 | 1775 | 1787 | −12  | Qualificate ai Play-off        |
| 12  | Club Joventut Badalona | 23 | 9  | 14 | 1936 | 2020 | −84  | Qualificate ai Play-off        |
| 13  | Baxi Manresa           | 23 | 9  | 14 | 1843 | 1937 | −94  |                                |
| 14  | Monbus Obradoiro       | 23 | 9  | 14 | 1832 | 1972 | −140 |                                |
| 15  | Coosur Real Betis      | 23 | 8  | 15 | 1787 | 1890 | −103 |                                |
| 16  | UCAM Murcia            | 22 | 7  | 15 | 1769 | 1845 | −76  |                                |
| 17  | Montakit Fuenlabrada   | 22 | 5  | 17 | 1727 | 1885 | −158 | Retrocessione in LEB Oro       |
| 18  | Movistar Estudiantes   | 23 | 5  | 18 | 1703 | 1863 | −160 | Retrocessione in LEB Oro       |

### Risultati
|              | BAR    | BAX     | ZGZ    | JOV    | BET   | HGC    | IBT    | KBA    | MOB     | MKF    | MBA   | MOV    | RMB   | RBB    | BUR    | UCM    | UNI    | VBC   |
| ------------ | ------ | ------- | ------ | ------ | ----- | ------ | ------ | ------ | ------- | ------ | ----- | ------ | ----- | ------ | ------ | ------ | ------ | ----- |
| Barça        | —      | 86–74   |        |        | 77–59 | 89–75  | 103–71 | 95–87  |         | 87–74  |       | 94–72  | 83–63 | 92–94  |        |        | 95–105 | 97–94 |
| Manresa      | 75–84  | —       | 85–67  |        | 74–84 | 74–75  | 61–81  |        | 79–85   |        | 79–72 |        | 75–80 | 101–97 |        | 93–92  | 79–69  | 79–76 |
| Zaragoza     | 89–83  | 86–79   | —      | 90–92  |       | 81–62  | 99–111 | 101–80 | 96–64   | 75–65  |       | 97–87  | 84–67 | 84–61  |        | 80–70  |        |       |
| Badalona     | 80–95  | 104–106 | 72–93  | —      |       |        | 77–73  |        | 101–77  | 79–81  |       | 78–76  | 69–88 | 97–86  | 74–82  | 104–93 | 82–97  |       |
| Betis        | 95–100 | 88–89   | 69–71  | 95–88  | —     | 82–81  |        |        |         |        | 86–81 | 88–66  | 64–84 | 81–79  | 79–66  |        | 66–88  |       |
| Gran Canaria | 65–81  |         | 73–79  | 68–79  |       | —      |        | 72–89  | 102–100 | 102–78 | 80–67 |        |       | 92–54  | 92–89  | 85–79  |        | 87–77 |
| Tenerife     | 83–87  |         |        | 96–90  | 94–89 | 100–79 | —      | 78–79  | 90–78   | 74–63  |       | 76–59  | 71–76 | 67–81  | 85–82  | 85–78  |        |       |
| Baskonia     |        | 79–80   |        | 87–86  | 84–73 |        | 75–58  | —      | 83–69   | 80–92  | 73–77 | 105–82 | 89–91 |        | 74–82  |        | 77–78  | 85–74 |
| Obradoiro    | 86–92  | 97–83   |        |        | 82–73 |        |        | 79–92  | —       | 78–77  | 75–73 | 78–57  | 76–83 | 98–96  | 73–76  | 72–83  |        | 86–83 |
| Fuenlabrada  | 90–94  | 87–83   |        | 95–98  | 69–85 |        |        | 92–98  |         | —      |       | 93–85  |       |        | 76–87  | 75–74  | 81–82  | 70–81 |
| Andorra      | 86–84  |         | 106–78 | 90–76  |       | 60–70  | 76–86  | 97–82  | 93–69   | 79–69  | —     | 69–65  |       |        | 87–74  | 86–89  | 89–73  |       |
| Estudiantes  | 67–74  | 87–79   | 67–85  |        |       | 82–78  | 72–74  |        |         |        | 79–87 | —      | 72–87 |        | 76–78  | 91–70  | 78–68  | 73–77 |
| Real Madrid  |        | 94–74   | 92–70  | 83–86  | 93–69 | 92–76  |        | 94–95  |         | 89–64  | 91–60 |        | —     |        | 104–93 | 97–69  | 82–71  | 85–78 |
| Bilbao       |        | 88–77   |        |        | 75–69 | 90–97  |        | 79–75  | 99–72   | 92–80  | 82–87 | 87–80  | 82–81 | —      |        |        | 98–95  | 83–79 |
| Burgos       | 80–82  | 79–65   | 69–78  | 92–89  | 85–72 |        | 54–70  |        |         | 89–85  | 93–88 |        |       | 93–95  | —      | 92–82  | 77–60  | 62–93 |
| Murcia       | 83–87  |         | 89–73  |        | 90–78 |        |        | 75–86  | 90–95   | 94–71  | 72–87 |        |       | 56–57  |        | —      | 82–74  | 97–95 |
| Unicaja      |        |         | 75–81  | 77–65  | 79–71 | 79–76  | 80–88  | 82–72  | 85–67   |        |       | 62–67  | 88–92 | 77–70  |        |        | —      |       |
| Valencia     |        |         | 92–74  | 100–70 | 95–72 | 86–88  | 98–91  |        | 86–76   |        | 89–68 | 79–63  |       | 78–81  | 95–66  | 82–62  | 63–79  | —     |

#### Classifica in divenire
Aggiornata al 25 aprile 2020.
| Real Madrid       | 3  | 1  | 1  | 1  | 1  | 1  | 1  | 1  | 1  | 1  | 1  | 1  | 1  | 1  | 1  | 1  | 1  | 1  | 1  | 2  | 2  | 2  | 2  |
| Saski Baskonia    | 1  | 7  | 9  | 13 | 9  | 7  | 9  | 5  | 11 | 7  | 10 | 9  | 6  | 7  | 11 | 12 | 10 | 10 | 10 | 11 | 10 | 8  | 8  |
| Barcellona        | 8  | 5  | 6  | 5  | 4  | 3  | 3  | 3  | 2  | 2  | 2  | 2  | 2  | 2  | 2  | 2  | 2  | 2  | 2  | 1  | 1  | 1  | 1  |
| Valencia          | 2  | 6  | 3  | 6  | 10 | 6  | 8  | 13 | 10 | 12 | 9  | 8  | 5  | 6  | 5  | 8  | 6  | 6  | 7  | 8  | 7  | 6  | 7  |
| Gran Canaria      | 11 | 14 | 11 | 7  | 11 | 13 | 14 | 11 | 9  | 11 | 7  | 10 | 10 | 12 | 10 | 11 | 11 | 12 | 11 | 10 | 11 | 11 | 11 |
| Andorra           | 17 | 11 | 8  | 12 | 8  | 10 | 12 | 9  | 5  | 8  | 6  | 4  | 7  | 10 | 7  | 5  | 7  | 7  | 5  | 5  | 6  | 7  | 6  |
| Málaga            | 12 | 15 | 14 | 9  | 6  | 9  | 5  | 6  | 12 | 9  | 12 | 11 | 11 | 11 | 9  | 6  | 9  | 8  | 8  | 7  | 8  | 9  | 9  |
| Canarias Tenerife | 15 | 10 | 12 | 8  | 5  | 8  | 4  | 4  | 4  | 4  | 8  | 7  | 4  | 4  | 4  | 4  | 4  | 4  | 4  | 4  | 4  | 4  | 4  |
| Fuenlabrada       | 13 | 16 | 13 | 16 | 14 | 16 | 17 | 15 | 14 | 14 | 14 | 15 | 16 | 17 | 16 | 17 | 17 | 17 | 18 | 18 | 17 | 17 | 17 |
| Murcia            | 5  | 12 | 7  | 10 | 12 | 11 | 11 | 10 | 13 | 13 | 13 | 14 | 14 | 15 | 15 | 15 | 16 | 15 | 15 | 15 | 15 | 15 | 16 |
| Estudiantes       | 18 | 13 | 15 | 11 | 13 | 12 | 13 | 14 | 15 | 16 | 18 | 18 | 18 | 16 | 17 | 18 | 18 | 18 | 17 | 17 | 18 | 18 | 18 |
| Obradoiro         | 10 | 18 | 17 | 17 | 18 | 17 | 18 | 18 | 16 | 15 | 15 | 13 | 13 | 13 | 13 | 14 | 14 | 14 | 14 | 13 | 13 | 14 | 14 |
| Real Betis        | 14 | 9  | 16 | 15 | 16 | 15 | 15 | 16 | 18 | 18 | 16 | 16 | 17 | 18 | 18 | 16 | 15 | 16 | 16 | 16 | 16 | 16 | 15 |
| S.P. Burgos       | 6  | 3  | 2  | 2  | 3  | 5  | 7  | 12 | 6  | 5  | 4  | 6  | 9  | 5  | 6  | 9  | 8  | 9  | 9  | 9  | 9  | 10 | 10 |
| Joventut Badalona | 16 | 17 | 18 | 18 | 17 | 14 | 10 | 8  | 8  | 6  | 5  | 5  | 8  | 8  | 12 | 10 | 12 | 11 | 12 | 12 | 12 | 12 | 12 |
| Saragozza         | 9  | 2  | 4  | 3  | 2  | 2  | 2  | 2  | 3  | 3  | 3  | 3  | 3  | 3  | 3  | 3  | 3  | 3  | 3  | 3  | 3  | 3  | 3  |
| Bilbao Berri      | 4  | 4  | 5  | 4  | 7  | 4  | 6  | 7  | 7  | 10 | 11 | 12 | 12 | 9  | 8  | 7  | 5  | 5  | 6  | 6  | 5  | 5  | 5  |
| Manresa           | 7  | 8  | 10 | 14 | 15 | 18 | 16 | 17 | 17 | 17 | 17 | 17 | 15 | 14 | 14 | 13 | 13 | 13 | 13 | 14 | 14 | 13 | 13 |

Legenda:

      Vincitrice della stagione regolare

      Qualificata ai play-off scudetto

      Retrocessa

## Play-off
I play-off consistono in due gironi da sei squadre, accedono alle Final Four le prime due di ogni girone. 

### Fase a gironi

#### Gruppo A
| Pos | Squadra               | G | V | P | PF  | PS  | DP  | Qualificazione              |       | BAR   | KBA   | UNI   | IBT   | JOV   | RBB   |
| --- | --------------------- | - | - | - | --- | --- | --- | --------------------------- | ----- | ----- | ----- | ----- | ----- | ----- | ----- |
| 1   | Barcelona             | 5 | 4 | 1 | 432 | 400 | +32 | Qualificate alle Final Four |       | —     | 81–75 | —     | 86–87 | 96–92 | —     |
| 2   | Kirolbet Baskonia     | 5 | 3 | 2 | 402 | 379 | +23 | Qualificate alle Final Four |       | —     | —     | 87–86 | 79–72 | —     | —     |
| 3   | Unicaja               | 5 | 3 | 2 | 418 | 395 | +23 |                             |       | 73–84 | —     | —     | —     | —     | 78–65 |
| 4   | Iberostar Tenerife    | 5 | 2 | 3 | 381 | 406 | −25 |                             | —     | —     | 70–83 | —     | 82–80 | 70–78 |       |
| 5   | Joventut Badalona     | 5 | 2 | 3 | 423 | 429 | −6  |                             | —     | 76–74 | 89–98 | —     | —     | —     |       |
| 6   | RETAbet Bilbao Basket | 5 | 1 | 4 | 359 | 406 | −47 |                             | 73–85 | 64–87 | —     | —     | 79–86 | —     |       |

#### Gruppo B
| Pos | Squadra                | G | V | P | PF  | PS  | DP  | Qualificazione              |       | VBC   | BUR   | RMB    | HGC    | MBA   | ZGZ   |
| --- | ---------------------- | - | - | - | --- | --- | --- | --------------------------- | ----- | ----- | ----- | ------ | ------ | ----- | ----- |
| 1   | Valencia Basket        | 5 | 4 | 1 | 460 | 411 | +49 | Qualificate alle Final Four |       | —     | 94–90 | —      | —      | —     | 89–71 |
| 2   | San Pablo Burgos       | 5 | 3 | 2 | 444 | 440 | +4  | Qualificate alle Final Four |       | —     | —     | 87–83  | —      | 88–86 | —     |
| 3   | Real Madrid            | 5 | 3 | 2 | 441 | 429 | +12 |                             |       | 95–90 | —     | —      | 91–73  | —     | 97–88 |
| 4   | Herbalife Gran Canaria | 5 | 2 | 3 | 425 | 448 | −23 |                             | 81–97 | 91–87 | —     | —      | —      | —     |       |
| 5   | MoraBanc Andorra       | 5 | 2 | 3 | 452 | 450 | +2  |                             | 74–90 | —     | 91–75 | 88–104 | —      | —     |       |
| 6   | Casademont Zaragoza    | 5 | 1 | 4 | 423 | 467 | −44 |                             | —     | 86–92 | —     | 85–76  | 93–113 | —     |       |

### Final Four
|  | Semifinali     | Semifinali     | Semifinali     |                |            | Finale     | Finale | Finale |  |
|  |                |                |                |                |            |            |        |        |  |
|  | Barcellona     | Barcellona     | 98             |                |            |            |        |        |  |
|  | Barcellona     | Barcellona     | 98             |                |            |            |        |        |  |
|  | S.P. Burgos    | S.P. Burgos    | 86             |                |            |            |        |        |  |
|  | S.P. Burgos    | S.P. Burgos    | 86             |                | Barcellona | Barcellona | 67     |        |  |
|  |                |                |                |                | Barcellona | Barcellona | 67     |        |  |
|  |                |                | Saski Baskonia | Saski Baskonia | 69         |            |        |        |  |
|  | Valencia       | Valencia       | Saski Baskonia | Saski Baskonia | 69         | 73         |        |        |  |
|  | Valencia       | Valencia       |                |                |            |            |        |        |  |
|  | Saski Baskonia | Saski Baskonia | 75             |                |            |            |        |        |  |

## Premi e riconoscimenti

### Miglior giocatore della giornata
Aggiornata al 23 dicembre 2019.
| Giornata | Giocatore               | Squadra           | PIR |
| -------- | ----------------------- | ----------------- | --- |
| 1        | Nikola Mirotić          | Barcellona        | 39  |
| 2        | Brandon Davies          | Barcellona        | 35  |
| 3        | Earl Clark              | S.P. Burgos       | 30  |
| 4        | Nikola Mirotić (2)      | Barcellona        | 43  |
| 5        | D.J. Seeley             | Saragozza         | 30  |
| 6        | Fletcher Magee          | Obradoiro         | 33  |
| 7        | Omar Cook               | Gran Canaria      | 34  |
| 8        | Tornik'e Shengelia      | Saski Baskonia    | 32  |
| 9        | Earl Clark (2)          | S.P. Burgos       | 28  |
| 10       | Giorgi Shermadini       | Canarias Tenerife | 35  |
| 11       | Xabier López-Arostegui  | Joventut Badalona | 25  |
| 12       | Jaime Fernández Bernabé | Málaga            | 38  |
| 12       | Giorgi Shermadini (2)   | Canarias Tenerife | 38  |
| 13       | Axel Bouteille          | Bilbao Berri      | 39  |
| 14       | Giorgi Shermadini (3)   | Canarias Tenerife | 42  |
| 15       | Bojan Dubljević         | Valencia          | 29  |
| 15       | Matt Costello           | Gran Canaria      | 29  |
| 16       | Alen Omić               | Joventut Badalona | 33  |
| 17       | Marcelo Huertas         | Canarias Tenerife | 35  |
| 18       | Giorgi Shermadini (4)   | Canarias Tenerife | 31  |
| 19       | Nemanja Radović         | Saragozza         | 32  |
| 22       | Tornik'e Shengelia (2)  | Saski Baskonia    | 44  |
| 23       | Erick Green             | Real Betis        | 28  |

### Miglior giocatore del mese
| Mese      | Giornata | Giocatore              | Squadra           | PIR  | Rif.   |
| --------- | -------- | ---------------------- | ----------------- | ---- | ------ |
| Settembre | 1–2      | Brandon Davies         | Barcellona        | 30.0 | [ 25 ] |
| Ottobre   | 3–6      | Nikola Mirotić         | Barcellona        | 30.0 | [ 26 ] |
| Novembre  | 7–10     | Askia Booker           | Murcia            | 23.7 | [ 27 ] |
| Dicembre  | 11–15    | Giorgi Shermadini      | Canarias Tenerife | 24.6 |        |
| Gennaio   | 16–19    | Nikola Mirotić (2)     | Barcellona        | 28.7 |        |
| Febbraio  | 20–21    | Tornik'e Shengelia     | Saski Baskonia    | 29.0 |        |
| Marzo     | 22–23    | Tornik'e Shengelia (2) | Saski Baskonia    | 30.5 |        |

### Riconoscimenti
| Premio          | Giocatore      | Squadra             |
| --------------- | -------------- | ------------------- |
| Liga ACB MVP    | Nikola Mirotić | Barcelona           |
| MVP finali      | Luca Vildoza   | Kirolbet Baskonia   |
| Miglior giovane | Carlos Alocén  | Casademont Zaragoza |

- Primo quintetto:
  -  Facundo Campazzo,  Real Madrid
  -  Klemen Prepelič,  Club Joventut Badalona
  -  Axel Bouteille,  Unicaja Malaga
  -  Nikola Mirotić,  Barcellona
  -  Giorgi Shermadini,  Iberostar Tenerife
- Secondo quintetto:
  -  Marcelo Huertas,  Iberostar Tenerife
  -  Alberto Abalde,  Valencia
  -  Ádám Hanga,  Barcellona
  -  Tornik'e Shengelia,  Kirolbet Baskonia
  -  Walter Tavares,  Real Madrid

## Squadre spagnole nelle competizioni europee
| Squadra             | Competizione     | Andamento            |
| ------------------- | ---------------- | -------------------- |
| Real Madrid         | Euroleague       | Regular season       |
| Barcelona           | Euroleague       | Regular season       |
| Kirolbet Baskonia   | Euroleague       | Regular season       |
| Valencia Basket     | Euroleague       | Regular season       |
| Joventut Badalona   | Eurocup          | Top16                |
| MoraBanc Andorra    | Eurocup          | Top16                |
| Unicaja Málaga      | Eurocup          | Quarti di finale     |
| Iberostar Tenerife  | Champions League | Sedicesimi di finale |
| Baxi Manresa        | Champions League | Regular season       |
| Casademont Zaragoza | Champions League | Sedicesimi di finale |
| San Pablo Burgos    | Champions League | Sedicesimi di finale |